# Grzybecznik drobny
Grzybecznik drobny (Mycocalicium subtile (Pers.) Szatala) – gatunek grzybów z rodzinyMycocaliciaceae.

## Systematyka i nazewnictwo
Pozycja w klasyfikacji według Index Fungorum: Mycocalicium, Mycocaliciales, Mycocaliciomycetidae, Eurotiomycetes, Pezizomycotina, Ascomycota, Fungi.
Po raz pierwszy gatunek ten opisał w 1797 r. Christiaan Persoon, nadając mu nazwę Calicium subtile. Obecną nazwę nadał mu w 1925 r. Ödön Szatala i nazwa nadana przez niego jest według Index Fungorum prawidłowa.
Niektóre synonimy nazwy naukowej:
- Calicium parietinum Ach. 1816
- Chaenotheca parietina (Ach.) Cout. 1916
- Cyphelium parietinum (Ach.) Bagl. 1865[2].

Nazwa polska według Krytycznej listy porostów i grzybów naporostowych Polski.

## Charakterystyka
Morfologia
Plecha sterylna zanurzona w podłożu, przerośnięty przez nią obszar jest często jaśniejszy niż otaczające drewno. Apotecja czarne lub brązowawo czarne o wysokości 0,5–0,9 mm, złożone z główki i trzonu. Główka o średnicy 0,2–0,3 mm, stożkowata do soczewkowatej, jej zewnętrzna część jest słabo lub bardzo dobrze rozwinięta, o grubości 15–50 µm; gdy jest cienka, składa się z kilku warstw wąskich, silnie sklerotynizowanych strzępek; lepiej rozwinięta zbudowana jest z misternie splecionych, bladych do lekko brązowych strzępek o nabrzmiałych ścianach, lub z rzędów bladobrązowych, krótkich, cylindrycznych komórek o jedynie umiarkowanie pogrubionych ściankach. Trzon oprószony, składający się ze słabo splecionych i rozgałęzionych, ciemnych do ciemnozielono-brązowych strzępek o średnicy 3 µm, oraz mniej lub bardziej brązowych lub czerwonawo-brązowych strzępek rozrastających się w kierunku powierzchni trzonu.
Hymenium o grubości 50–85 µm, w górnej części ciemnobrązowe, hypotecjum ciemnobrązowe, szeroko stożkowate, o grubości 60–90 µm. Worki 39–42 × 3–3,5 µm, cylindryczne, z zarodnikami ułożonymi w jednym szeregu; część wierzchołkowa silnie i równomiernie pogrubiona. Askospory ciemnobrązowe, proste, szeroko elipsoidalne do elipsoidalnych, lekko wrzecionowate i spłaszczone, 7–8 × 3,5–4 µm, bez ornamentacji powierzchniowej lub słabo i nieregularnie ornamentowane (w mikroskopie optycznym). Pyknidia niezbyt częste, ale gdy występują często liczne, czarne, kuliste do nieco jajowatych, często z wyraźnie wydłużoną częścią wierzchołkową, o średnicy 0,15–0,20 mm, z wyraźnymi porami wierzchołkowymi. Komórki konidiotwórcze wąsko cylindryczne do butelkowatych, 9–11 × 1 µm, konidia 4–5 × 1–1,5 µm.
Metabolity wtórne
Nie wykryto, chociaż czasami w apotecjach występuje czerwony pigment.
Gatunki podobne
Mycocalicium albonigrum odróżnia się strukturą wyrostka i wierzchołka worków. Mycocalicium subtile można też pomylić z Chaenothecopsis nana; zawsze należy sprawdzać wierzchołek worka. U M. subtile jest silnie pogrubiony i bez widocznego kanału w stadiach półdojrzałych i dojrzałych. M. subtile ma również większe worki, a zarodniki są ułożone wzdłużnie w worku lub czasami nieco nieregularnie zorientowane, ale nigdy tak gęsto i ukośnie ułożone jak u Ch. nana. Różnią się też siedliskiem; M. subtile występuje tylko na drewnie w miejscach suchych i otwartych, Ch. nana występuje także na korze drzew iglastych (lub rzadziej na korze liściastych), w miejscach raczej wilgotnych, często 1–3 m nad ziemią, na pniach.

## Występowanie i siedlisko
Występuje na całym świecie. W Polsce podano wiele jego stanowisk.
Grzyb saprotroficzny, nie lichenizujący. Występuje na suchym, spróchniałym drewnie, zwłaszcza sosny, pospolity również na drewnie świerków i drzew liściastych (np. wierzbach), rzadko na korze. W Polsce notowany na jodle, buku, świerku, dębie, rzadko na skałach w lesie. Wydaje się, że Mycocalicium subtile występuje wyłącznie na drewnie i najlepiej w miejscach raczej suchych i otwartych.